# Justing Cano
Justing Enrique Cano Espinoza (Somoto, Nicaragua, 2 de marzo de 2002), más conocido como Justing Cano, es un jugador profesional nicaragüense de fútbol que se desempeña en la posición de defensor en Diriangén Fútbol Club, equipo perteneciente a la Liga Primera de Nicaragua.

## Carrera
Cano lleva jugando tres temporadas en el equipo Diriangén Fútbol Club, con el cual salió campeón de la Liga Primera de Nicaragua en cuatro oportunidades. Además, juega en la Copa Centroamericana de Concacaf 2024, y también es parte de la Selección de fútbol de Nicaragua.